# Alberto Acosta Espinosa
Alberto Acosta Espinosa   (Quito, 21 de juliol de 1948) és un economista i polític equatorià. Al llarg de la seva trajectòria ha mantingut un perfil intel·lectual d'esquerra, simpatitzant amb el marxisme i el moviment antiglobalització. Ha dictat conferències en diversos països, explicant la Constitució que defensa la naturalesa.

## Trajectòria
Va ser un dels fundadors del partit indigenista Pachakutik el 1995. Mé endavant, va ser un dels redactors del pla de govern d'Aliança País, que va procurar instaurar gradualment un estat socialista a Equador. Posteriorment va ser Ministre d'Energia i Mines, i després president de l'Assemblea Constituent càrrec al qual va renunciar per diferències ideològiques a l'interior del seu partit arran de mostrar-se crític amb el govern del president Rafael Correa amb motiu de la Iniciativa Yasuní-ITT que pretenia establir una explotació petroliera al Parc Nacional Yasuní.
Va ser candidat a la presidència d'Equador per a les eleccions del 2013 per la Unitat Plurinacional de les Esquerres, una coalició de partits polítics i moviments socials d'extrema esquerra i socialistes en oposició a l'actual govern.

## Obra publicada
- El Buen Vivir. Sumak Kawsay, una oportunidad para imaginar otros mundo, Icaria editorial, Barcelona, 2013. ISBN 9788498884753.
- Un Estado, muchos pueblos. La construcción de la plurinacionalidad en Bolivia y Ecuador, Icaria editorial, Barcelona, 2012. ISBN 9788498884159.
- Colonialismos del siglo XXI. Negocios extractivos y defensa del territorio en América junto con Eduardo Gudynas, François Houtart, Henry Ramírez Soler, Joan Martínez Alier y Luis Macas, Icaria editorial, Barcelona, 2011. ISBN 9788498883435.